# Ismaël Nshutiyamagara
Ismaël Nshutiyamagara (ur. 10 maja 1987 w Gisenyi) – rwandyjski piłkarz grający na pozycji środkowego obrońcy. W swojej karierze rozegrał 40 meczów w reprezentacji Rwandy.

## Kariera klubowa
Swoją karierę piłkarską Nshutiyamagara rozpoczął w klubie Atraco FC. W sezonie 2006 zadebiutował w jego barwach w pierwszej lidze rwandyjskiej. Grał w nim do 2008 roku. W sezonie 2006 wywalczył wicemistrzostwo, a w sezonie 2007/2008 mistrzostwo Rwandy. W latach 2008–2016 był zawodnikiem APR FC. Siedmiokrotnie został z nim mistrzem kraju w sezonach 2008/2009, 2009/2010, 2010/2011, 2011/2012, 2013/2014, 2014/2015 i 2015/2016 oraz zdobył cztery Puchary Rwandy w latach 2010, 2011, 2012 i 2014. W sezonie 2016/2017 występował w AS Kigali FC, w którym zakończył karierę.

## Kariera reprezentacyjna
W reprezentacji Rwandy Nshutiyamagara zadebiutował 8 grudnia 2006 w przegranym 0:1 meczu CECAFA Cup 2006 z Zambią, rozegranym w Addis Abebie. Od 2006 do 2015 wystąpił w kadrze narodowej 40 razy.